# Pechea
Pechea község Galați megyében, Moldvában, Romániában.

## Külső hivatkozások
- A településről